# Let It All Out
Albums de Nina Simone
Pastel Blues
(1965) Wild Is the Wind
(1966)
Let It All Out est un album de la chanteuse, pianiste et compositrice Nina Simone sorti en 1966. C'est son cinquième album avec Philips Records. Certaines des pistes ont été enregistrées en live.

## Informations sur les morceaux de l'album
- Images, chanté a cappella, est tiré d'un poème de W. Cuney.
- Love Me or Leave Me et Mood Indigo avaient déjà été enregistrés par Nina  Simone sur l'album de ses débuts Little Girl Blue (1958).
- Ballad of Hollis Brown est un morceau de Bob Dylan.

## Titres
1. Mood Indigo
2. The Other Woman
3. Love Me or Leave Me
4. Don't Explain
5. Little Girl Blue
6. Chauffeur
7. For Myself
8. The Ballad of Hollis Brown
9. This Year's Kisses
10. Images
11. Nearer Blessed Lord